# Euphorbia umbellata
Euphorbia umbellata là một loài thực vật có hoa trong họ Đại kích. Loài này được (Pax) Bruyns mô tả khoa học đầu tiên năm 2007.